# Przemysław Zbierowski
Przemysław Zbierowski – polski przedsiębiorca, dr hab. nauk ekonomicznych, profesor nadzwyczajny i kierownik Kolegium Zarządzania Katedry Zarządzania Zasobami Ludzkimi Uniwersytetu Ekonomicznego w Katowicach.

## Życiorys
19 maja 2005 obronił pracę doktorską Otoczenie organizacji a uwaga przedsiębiorcza, 24 października 2013 habilitował się na podstawie pracy zatytułowanej Orientacja pozytywna organizacji wysokiej efektywności. Otrzymał nominację profesorską. Pracował w Katedrze Przedsiębiorczości na Wydziale Zarządzania Akademii Ekonomicznej im. Karola Adamieckiego w Katowicach.
Piastuje funkcję profesora nadzwyczajnego oraz kierownika w Kolegium Zarządzania, Katedry Zarządzania Zasobami Ludzkimi na Uniwersytecie Ekonomicznym w Katowicach.